# ویلداگلیپتین
ویلداگلیپتین (انگلیسی: Vildagliptin) یک دارو خوراکی ضد هیپرگلیسمی (داروهای ضد دیابت) از دسته داروهای بازدارنده دی پپتیدیل پپتیداز-۴ (DPP-4) است. ویلداگلیپتین غیرفعال‌سازی GLP-1 و GIP توسط DPP-4 را مهار می‌کند و به GLP-1 و GIP اجازه می‌دهد ترشح انسولین را در سلول‌های بتا تقویت کنند و آزادسازی گلوکاگون را توسط سلول‌های آلفا جزایر لانگرهانس در پانکراس سرکوب کنند.
ویلداگلیپتین هیپرگلیسمی را در دیابت نوع ۲ کاهش می‌دهد.